# Georgetown, Gvajana
Georgetown (IPA: [džorčˈtaun]) je glavno in največje mesto Gvajane. Leži na severu države, ob obali Karibskega morja. Je največje mesto v državi in ima 239.227 prebivalcev.
Širše mestno območje leži v 4. državni administrativni regiji Demerara-Mahaica. Prebivalstvo celotnega mestnega območja je ocenjeno na 354.964 prebivalcev.

## Zgodovina
V 17. stoletju je Nizozemska na tem predelu Južne Amerike ustanovila tri kolonije: Esekvibo, Berbiče in Demerara. Na začetku 19. stoletja je te tri kolonije prejelo Združeno kraljestvo, od leta 1871 je bil Georgetown glavno mesto britanske kolonije Britanska Gvajana. Leta 1966 je Gvajana razglasila neodvisnost od Združenega kraljestva ter potrdila Georgetown za glavno mesto.
V Georgetownu se je rodil slovenski pisec besedil popevk Dušan Velkavrh.

## Pobratena mesta
- - St. Louis, Missouri (ZDA)
- - Port of Spain (Trinidad in Tobago)